# Alexandru Păcurar
Alexandru Păcurar (* 20. Januar 1982 in Cluj-Napoca) ist ein rumänischer ehemaliger Fußballspieler. Der Mittelfeldspieler spielte auch in Bulgarien.

## Karriere
Die Karriere von Păcurar begann bei Universitatea Cluj, wo er zu Beginn des Jahres 2000 in den Kader der ersten Mannschaft kam. Dort kam er erstmals in der Saison 2003/04 zum Einsatz. Nach Saisonende verließ er den Klub und wechselte zu Dinamo Bukarest. Bei Dinamo wurde er in der Hälfte der Spiele eingesetzt und beendete die Spielzeit 2004/05 als Vizemeister hinter Steaua Bukarest. Beim Pokalsieg seines Klubs wurde er im Finale nicht eingesetzt. Nach diesem Erfolg schloss er sich dem Ligakonkurrenten Gloria Bistrița an. Dort etablierte er sich als Stammkraft im Mittelfeld. In der Winterpause 2006/07 verpflichtete ihn Pandurii Târgu Jiu. Auch auf dieser Station kämpfte er stets um den Klassenverbleib. Die Saison 2009/10 schloss er mit seinem Team auf dem 15. Platz ab, was den Abstieg bedeutete. Anschließend nahm ihn Rekordmeister Steaua Bukarest unter Vertrag. Dort konnte Păcurar sich nicht durchsetzen und kehrte nach wenigen Wochen zu seinem früheren Verein Universitatea Cluj zurück, der gerade in die Liga 1 aufgestiegen war.
Im Sommer 2012 verließ er „U Cluj“ und wechselte zu ZSKA Sofia in die bulgarische A Grupa. Bei ZSKA kam er lediglich fünf Mal zum Einsatz, bevor sein Vertrag Ende 2012 aufgelöst wurde. Anschließend war er vier Jahre lang ohne Klub, ehe er sich Anfang September 2016 wieder Universitatea Cluj anschloss, das mittlerweile in der Liga IV spielte.

## Erfolge
- Rumänischer Pokalsieger: 2005